# Kurniawan Dwi Yulianto
Kurniawan Dwi Yulianto (* 13. Juli 1976 in Magelang) ist ein ehemaliger indonesischer Fußballspieler, der zuletzt bei Pro Duta FC unter Vertrag stand. Er ist der momentane Rekordnationalspieler der indonesischen Fußballnationalmannschaft mit 59 Spielen und 33 Toren.
Sein Spitzname kurus, heißt wörtlich übersetzt schlank. Damit ist seine schlanke Figur gemeint.

## Karriere

### Verein
Kurniawan ist einer der weniger indonesischen Spieler, die es schon in jungen Jahren nach Europa geschafft haben. In seinem letzten Jahr in der Jugend spielte er für den italienischen Klub Sampdoria Primavera. Später spielte er zwei Saisons in der Schweizer Liga für den FC Luzern. Nach seiner Zeit beim FC Luzern wurde er nach Indonesien zurückgeschickt, da die Nicht-EU Spielergrenze in der Schweizer Liga überschritten war, er viele Verletzungen und dadurch einen extremen Formverlust hatte und angeblich auch abhängig von Drogen und dem Nachtleben war. Er war der erste indonesische Spieler, der im UI-Cup spielte. Kurniawan nahm auch an der AFC Champions League und an dem heute nicht mehr existierenden Asian Cup Winner’s Cup teil.
In den späten 90er-Jahren hing er in einem Drogenskandal drin und wurde aus der Nationalmannschaft geworfen, doch diese Entscheidung wurde kurz darauf wieder aufgehoben. Er war schon bei vielen anderen indonesischen Teams unter Vertrag, wie z. B. PSM Makassar, PSPS Pekanbaru, Persebaya Surabaya, Persija Jakarta und auch bei PSS Sleman.
Er gewann zweimal die Indonesia Super League, 2000 mit PSM Makassar und 2004 mit Persebaya Surabaya. 2000 schoss er für PSM Makassar 23 Tore und landete in der Torschützenliste auf Platz 2 mit einem Tor weniger als Bambang Pamungkas. Während der Saison 1997/1998 war er zwischendurch Führender in der Torschützenliste, doch aufgrund der Asienkrise wurde die Saison abgebrochen und somit stand kein Meister und kein Torschützenkönig fest. Nach den Stationen Persela Lamongan, PSMS Medan und Tangerang Wolves FC, zuletzt spielte er für Pro Duta FC.

### Nationalmannschaft
Kurniawan trat in zahlreichen Wettbewerben für die Nationalelf Indonesiens an, darunter bei Olympia-Qualifikationen, Weltmeisterschaftsqualifikationen, Südostasienspielen, der ASEAN-Fußballmeisterschaft und der Asienmeisterschaft.
Es wurde viel Hoffnung auch seine Schulter gelegt und auch auf die anderen indonesischen Spieler vom Team Sampdoria Primavera, die insgesamt zwei Jahre in Italien ausgebildet wurden. Sie sollten die Qualifikation für die olympischen Sommerspiele 1996 in Atlanta schaffen, bevor sie an Südkorea scheiterten. Bis heute ist er einer der bekanntesten Namen des indonesischen Fußballs.

## Titel und Erfolge
PSM Makassar
- Indonesia Super League: 2000

Persebaya Surabaya
- Indonesia Super League: 2004